# Harald Andreas Nielsen

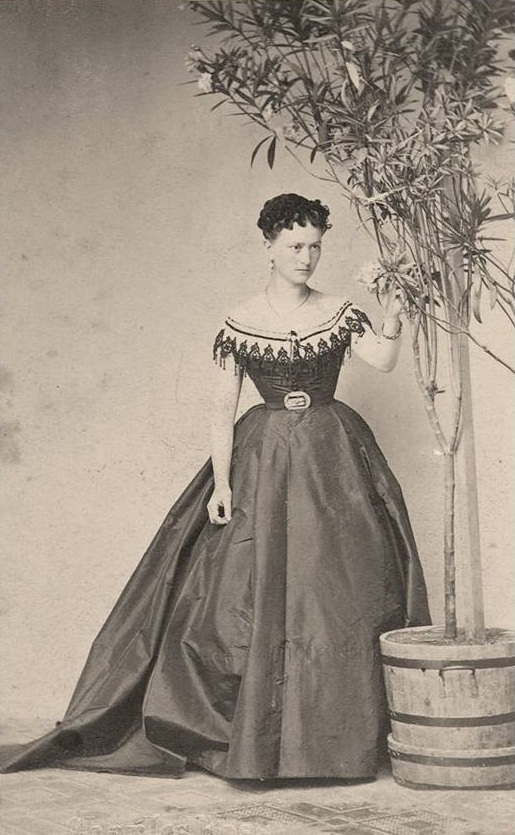
Portrétní fotografie Fredrikke Jensen (vdaná: Nielsen), tato žena měla deset dětí, asi 1855

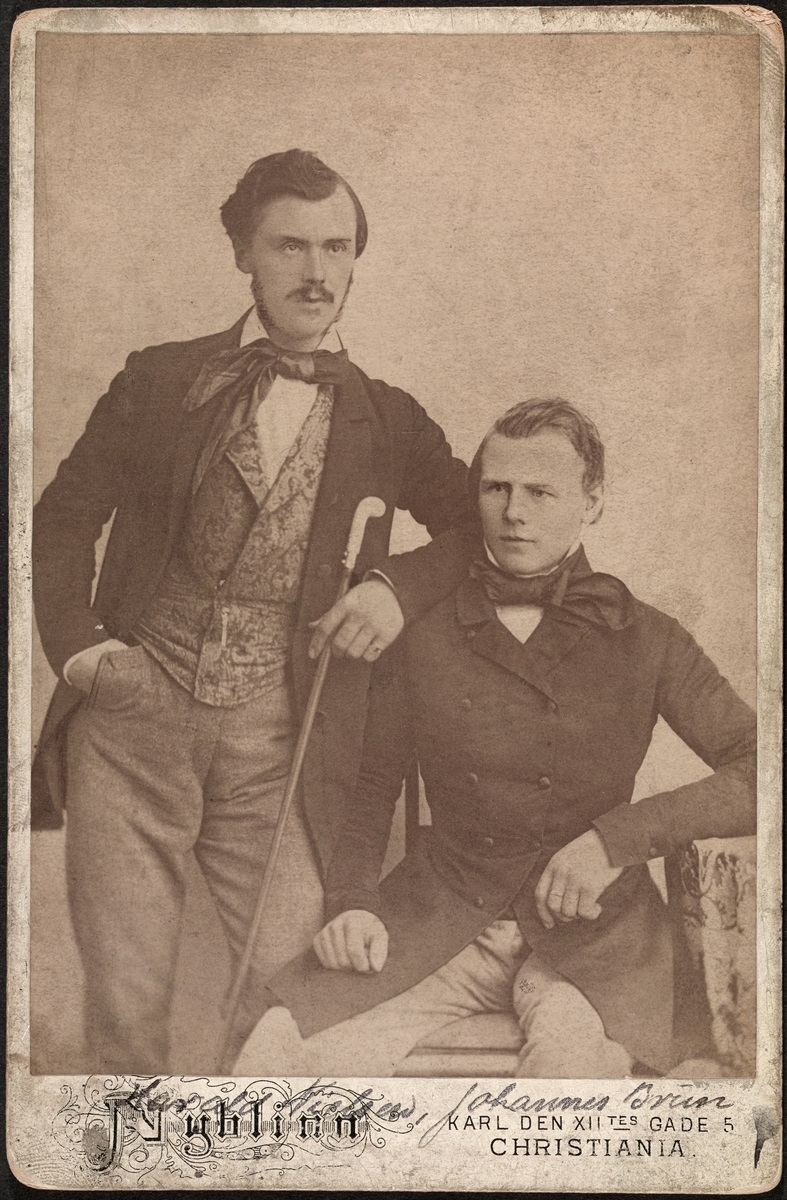
Divadelní kolegové Harald Nielsen a John Brown v norském Divadle v Bergenu 1850–1855. Neznámý fotograf, reprodukce: Daniel Georg Nyblins vizitka

Harald Andreas Nielsen (14. června 1831 v Bergenu – 17. března 1882 v Bergenu) byl norský herec, později vůdce kočovného divadla, a nakonec fotograf. Jeho rodiče byli řemeslník Rasmus Nielsen a Catharina Dorothea Beyer.

## Divadelník
Harald Nielsen debutoval v norském Divadle v Bergenu 25. dubna 1851, d'Aubigny v díle Gabrielle de Belle-Isle. V letech 1854–1855 byl součástí Christiania Theater, ale nebyl tam spokojený a vrátil se zpátky do divadla v Bergenu, kde byl zaměstnán až do roku 1861. Oba dva, on a jeho manželka Fredrikka opustili Bergen a šli za prací pro Norské divadlo v Trondheimu. V roce 1865 založil společně s Jacobem Asmundsenem soukromou norskou divadelní společnosti, která hrála v Bergenu podzimní sezónu roku 1865, a v Trondheimu jarní sezónu roku 1866. S několika přestávkami pokračoval s divadlem až do roku 1870.

## Manželství
Harald Nielsen se 27. listopadu 1856 oženil s herečkou Fredrikke Jensen (1837–1912). Spolu měli deset dětí, a když přišli do Trondheimu, vlastnili velký a přeplněný dům v Prince street 13, (později v Dronningens gate 27, kde také zřídil vlastní fotoateliér). Až do své smrti mu pomáhala jeho tchyně Anne Rognved. Pomála jim také jejich dospívající dcera, švagrová Josephine Amalie Rognvedová a pár služebných.

## Fotograf
V roce 1870 ukončil Harald Nielsen své působení v oblasti herectví a začal se věnovat fotografii, podobně jako jeho divadelní kolega Daniel Georg Nyblin, který toto řemeslo dělal o deset let dříve. Koupil Rostadovo fotografické studio na Prinsens gate 3 na Turnhallen v Trondheimu, a převzal pravděpodobně také jeho negativy na skleněných deskách. Zde pracoval společně s fotografem Mironem Bronisławem Omentou pod názvem společnosti „Nielsen & Omenta“. Od roku 1874 měl Harald Nielsen fotoatelier v „Stadthamborggaarden“ v Dronningens gate 27, na rohu St. Olavs gate v Trondheimu. V roce 1876 doprovázel svou ženu zpět do Bergenu, kde byla zaměstnána jako první dáma souboru při zřízení Národní scény Den Nationale Scene. Pak získal fotoateliér na adrese Kortpillsmuget, kde působil jako portrétní fotograf do roku 1881.

## Galerie

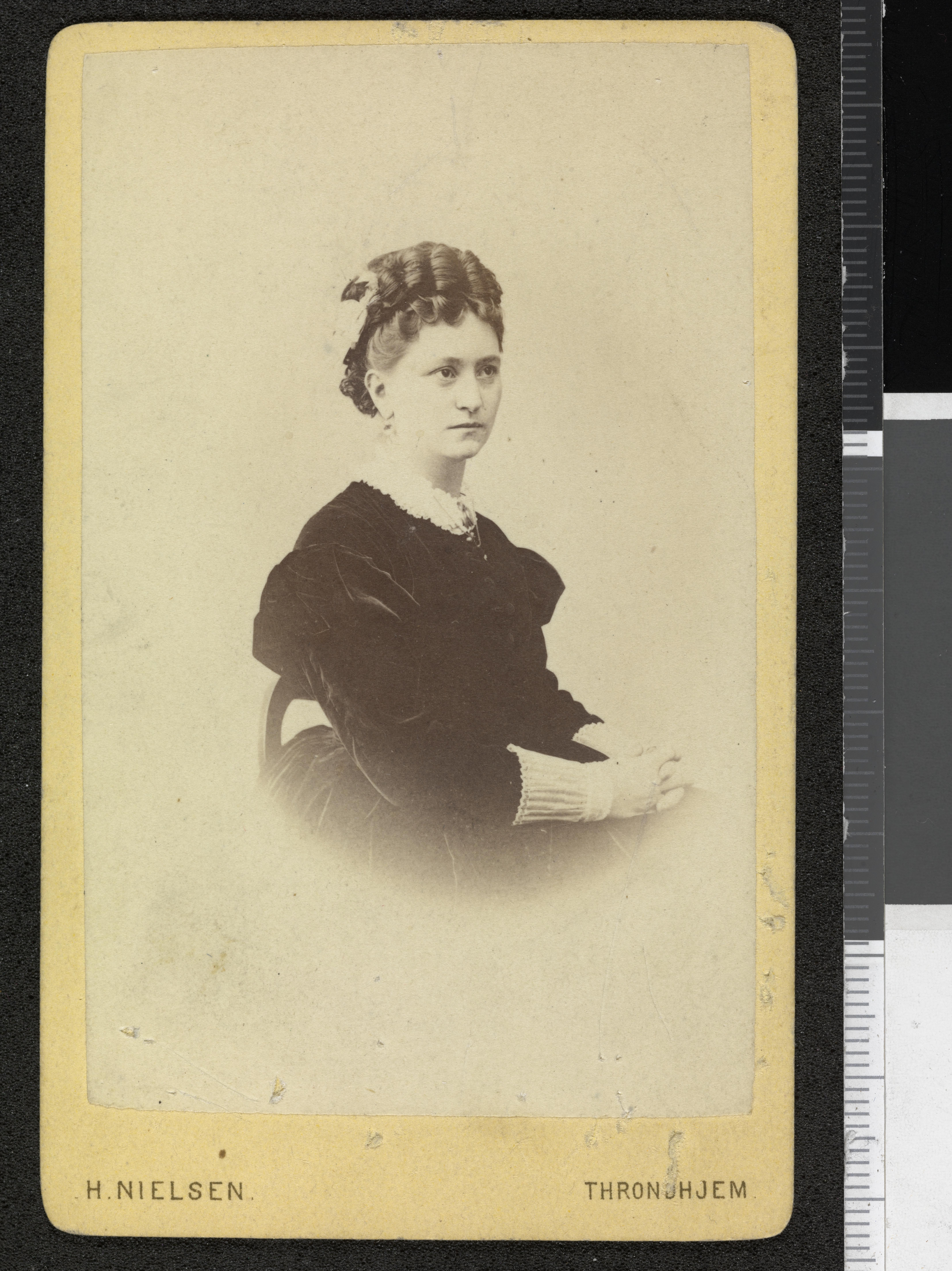
Vizitka
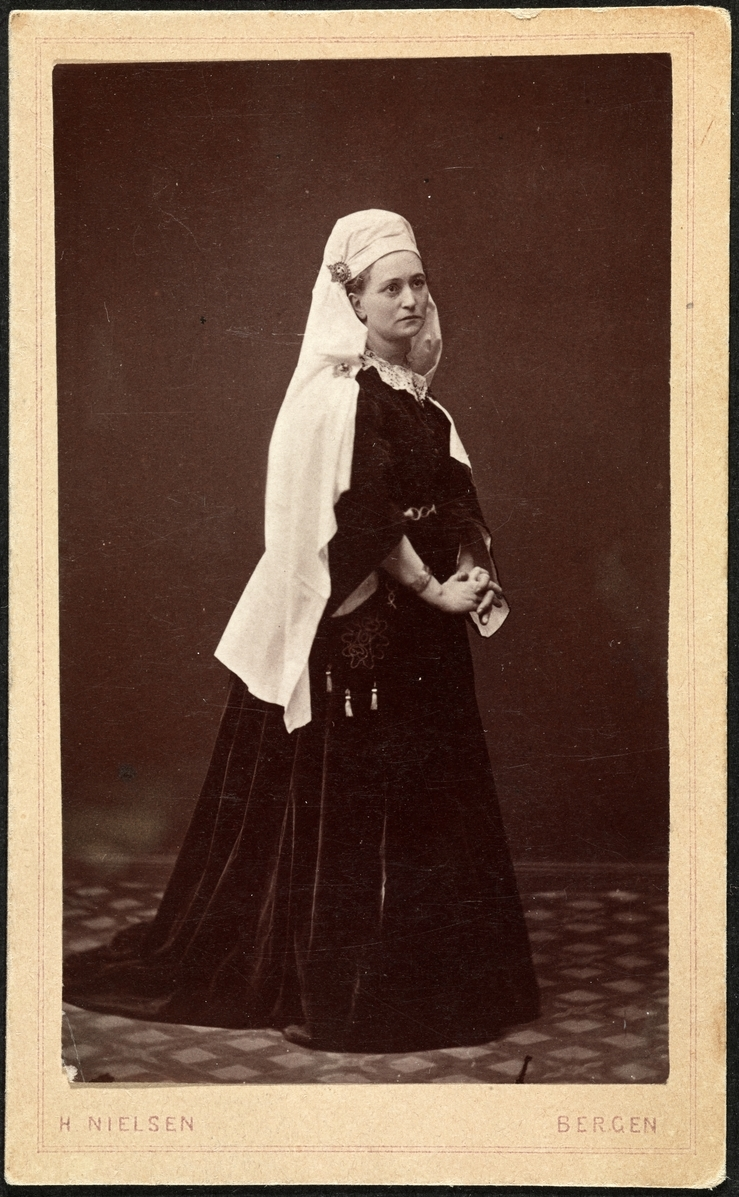
Fredrikke Nielsen